# Vrnitev
 Vrnitev  je drama Jožeta Vombergarja, izšla je leta 1932 v Domžalah.

## Osebe
- Jerica, gospodinja na Zaplazu
- Janko, njen prvi mož
- Peter, njen drugi mož
- Štefan, Lenart, hlapca
- Lenka, dekla
- Anžek, sosed
- otroci, vaščani

## Vsebina
1. dejanje: Božični večer. Družina moli, večerja, nato pol za šalo pol zares vedežuje; gospodinja »dvigne« pepel, kar pomeni, da bo nekdo pri hiši umrl. Zvemo za zgodovino Zaplaza: gospodinjin prvi mož, Janko, je pred mnogimi leti padel v vojni; poročila se je s Petrom, da bi rešila grunt pred propadom. Dobra žena mu je, tri otroke ima z njim, a Janka ne more pozabiti, vsak večer pred njegovo sliko prižiga lučko. Peter je dvignil Zaplaz iz dolgov, naredil iz njega bogato kmetijo … - Anžek pride po družbo za k polnočnici; med pogovorom pove kako se je enkrat zgodilo, da se je domnevno mrtvi mož vrnil, namigne tudi, da hodi po vasi čuden berač, bolan in ubog, vso vas pozna, po Zaplazu sprašuje … Peter in Jerica se vznemirita, oba obide misel: kaj če bi se Janko vrnil? Petra je groza te misli, Jerica je razdvojena. Ko se odpravita k polnočnici, vstopi omenjeni berač. Vsi strmijo vanj, on bolan omahne.
2. dejanje: Petra preganja slutnja, da je božični berač Janko. Preveva ga ljubosumnost, strah, da bo vse izgubil, sovraštvo, obžalovanje; Janka je namreč ubil sam, ker je ljubil Jerico in si hotel odpreti pot do sreče. Zaradi umora ga peče vest, a da bi danes pustil ženo, otroke, cvetoč grunt? Ko se srečata z Jankom, ga naravnost vpraša kaj misli: čigav je grunt, če bi se izgubljeni mož po šestnajstih letih vrnil? Janko odvrne, da sta na strani izgubljenega tako postava kot vest. Petru se to zdi krivično, zato sklene, da Janka za vsako ceno odstrani. – Tudi Jerica sluti, kdo je berač, zaupa Lenki vse svoje skrbi: sanjala je, da se Janko vrača, tega pa si želi in se obenem boji. Lenka ne verjame, da bi bil berač Janko,a ko se sreča z njim, začne tudi ona omahovati. Pove mu, kako je gospodinja žalovala za možem, ga čakala sedem let … Janko premaga hrepenenje, poljubi Jerici roko in se razjoče. Jerica odreveni od groze, še bolj Peter, ki je prav ob tem prizoru vstopil.
3. dejanje: Štefan in Lenart uživata božični praznik, menita se o nevarnosti plazov zaradi odjuge pa o tem, da je v hiši nekaj hudo narobe. Peter je mračen, trdno odločen, da se berača-Janka ponoči znebi. Janko, ki se je bil po hudem notranjem boju plemenito odrekel svoji pravici, pa se že poslavlja. Peter je prepričan, da odhaja zato, da se bo vrnil z oblastjo in njega postavil pod kap; zato odhiti čez Veli plaz, da bi Janka počakal ob nevarnem breznu ob poti. – Medtem Lenka razodene gospodinji, da je v beraču prepoznala njenega izgubljenega moža. Jerica je vsa iz sebe in ko vidi, da je tudi Peter izginil, se ji v grozni slutnji skrči srce. Tedaj zabobni, utrgal se je Veli plaz. Ljudje hitijo pomagat, prinesejo nezavestnega Janka, ki ga je snežna gmota le oplazila. Janko se kmalu zave, ne more se več pretvarjati, z ženo se srečno najdeta: na Zaplazu se bo začelo novo življenje … Tedaj prihiti Lenart z novico, da je plaz zasul gospodarja. Otroci obupno zajokajo, Jerica pa se zgrudi Lenki v roke.